# 安審通
安审通（？—928年），五代十国后唐官员，安金全的侄子。
安审通年轻时事奉李存勖，有战功，转任先锋指挥使。同光初年，担任北京右厢马军都指挥使，屯守奉化军。同光四年（926年）春，邺都之乱，李嗣源急诏他为前锋。李嗣源渡过黄河，到达滑州，安审通率部队和李嗣源在胙城相会。天成初年，担任单州刺史，改任齐州防御使，兼诸道先锋马军都指挥使。幽州方面报告说契丹人侵犯边境，李嗣源命令齐州防御使安审通率兵抵御。跟随房知温在卢台。房知温怨恨乌震突然来代替自己。乌震在东面的营寨里召集房知温以及安审通来下棋，房知温引诱龙晊所属部下在席上杀死乌震，乌震的部下在营外大吵大闹，安审通脱身逃跑，抢夺了一些船只度过黄河，率领着骑兵按兵不动。房知温快马加鞭登舟过河，和安审通一起谋划攻打乱兵，乱兵于是就向南去了。以功晋升为检校太傅、沧州横海军节度使。天成三年（928年），横海节度使安审通被任命为北面副招讨使，在定州围攻王都，亲冒矢石，被飞石所中阵亡。赠太尉。